# Савенко, Виктория Николаевна
Виктория Николаевна Савенко (род. 28 мая 1988) — российская тяжелоатлетка, выступавшая в весовой категории до 69 килограммов. Бронзовый призёр чемпионата Европы, участница чемпионата мира.

## Биография
Виктория Савенко родилась 28 мая 1988 года.

## Карьера
На чемпионате мира среди юниоров 2005 года Виктория Савенко выступала в весовой категории до 63 килограммов и завоевала золотую медаль с общим результатом 235 килограммов (107 кг в рывке и 128 кг в толчке).
В 2008 году она вновь выступила на юниорском чемпионате мира и снова стала победительницей, хотя сумела поднять в сумме всего 220 кг (на 15 кг меньше результата трёхлетней давности). В рывке Виктория подняла 103 кг, в толчке — 117 кг.
На взрослом чемпионате мира 2009 года Виктория подняла рекордные для себя 242 килограмма в сумме (112 + 130), но этого оказалось недостаточно для завоевания медали и россиянка завершила соревнования четвёртой.
В 2010 и 2011 годах Савенко участвовала на чемпионатах Европы до 23 лет, перейдя в весовую категорию до 69 килограммов. Она оба раза выиграла золото с результатами 240 и 250 кг, соответственно.
На взрослом чемпионате Европы 2012 года Савенко показала лучший результат в карьере в весовой категории до 69 кг — 252 кг (рывок 115 кг и толчок 137 кг). Этот результат позволил ей стать бронзовым призёром.
Является Мастером спорта России международного класса.